# Château de Fallais
 (février 2023).
Si vous disposez d'ouvrages ou d'articles de référence ou si vous connaissez des sites web de qualité traitant du thème abordé ici, merci de compléter l'article en donnant les références utiles à sa vérifiabilité et en les liant à la section « Notes et références ».

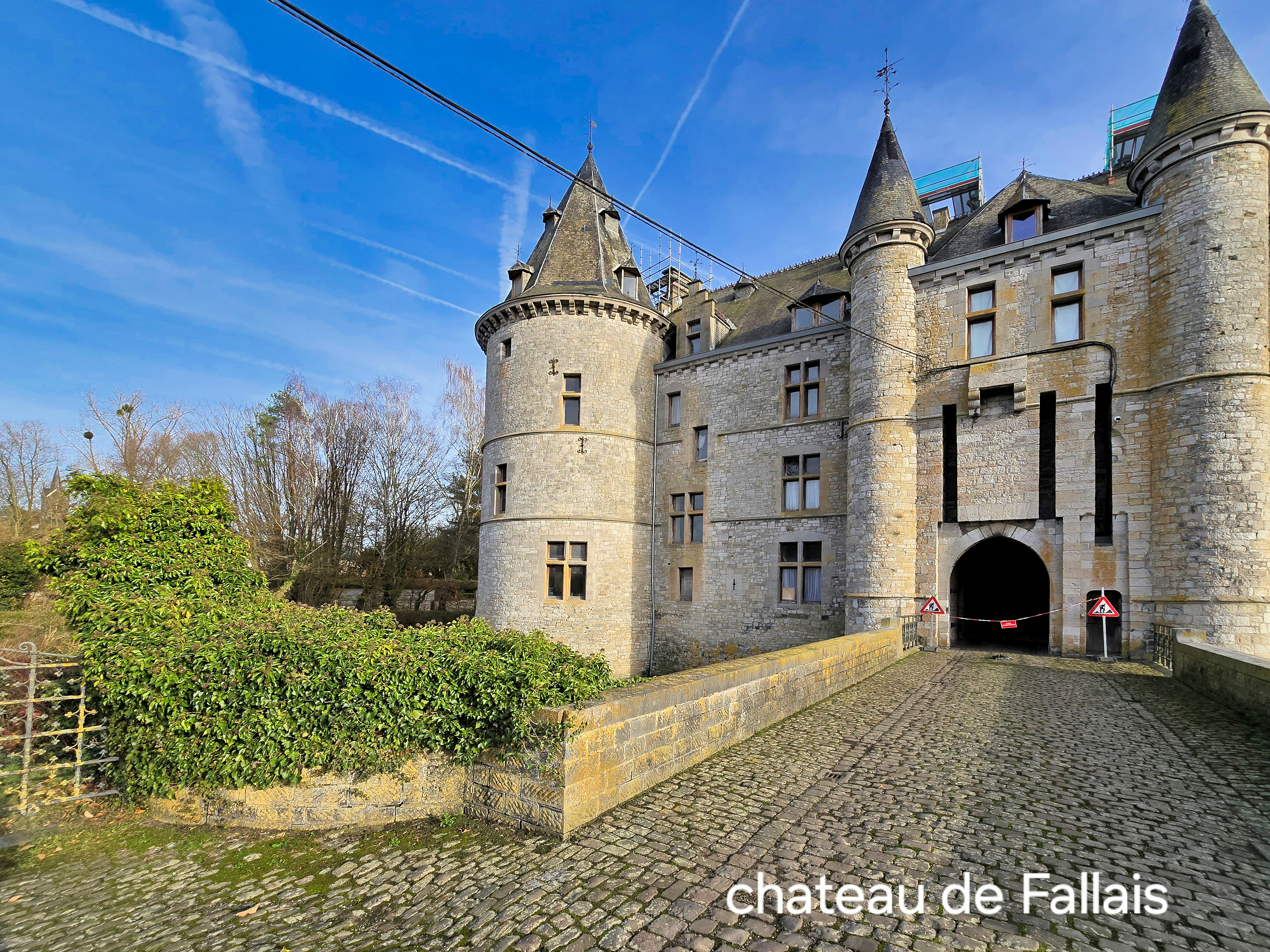
Château de Fallais 2024

Le château de Fallais est situé sur le territoire de la commune de Braives, en Région wallonne dans la province de Liège.

## Histoire
La première construction remonte au XII
e siècle (vers 1150) par la famille de Beaufort.
Après 1200, il y a un ajout d'un corps logis et de quatre tours nommées: Grignard, Bourgogne, Saint-Jean, Monnaie.
Il fut, en 1465, le cadre de la rencontre entre Charles le Téméraire et Louis de Bourbon, prince-évêque de Liège. En 1543, Jean Calvin  envoie le pasteur Jean de Saint-André, prêcher au château de Fallais, dont le seigneur, Jacques de Bourgogne, cousin de Charles-Quint, est un fervent réformé.
Au 17e siècle, Louis XIV l'occupera, probablement pendant la bataille de Neerwinden. Il voulut le faire abattre pour empêcher une prise de position de l'ennemi, mais la légende raconte que les femmes du village de Fallais l'auraient fait changer d'avis en lui offrant des gaufres de Liège qu'il trouva délicieuses.
Le château a été restauré en 1881-1882 par l'architecte Auguste Van Assche.
En 1937, un incendie endommagea gravement la structure du château.
Celui-ci fut partiellement rénové pour accueillir un home pour personnes âgées.

## Plan du Chateau

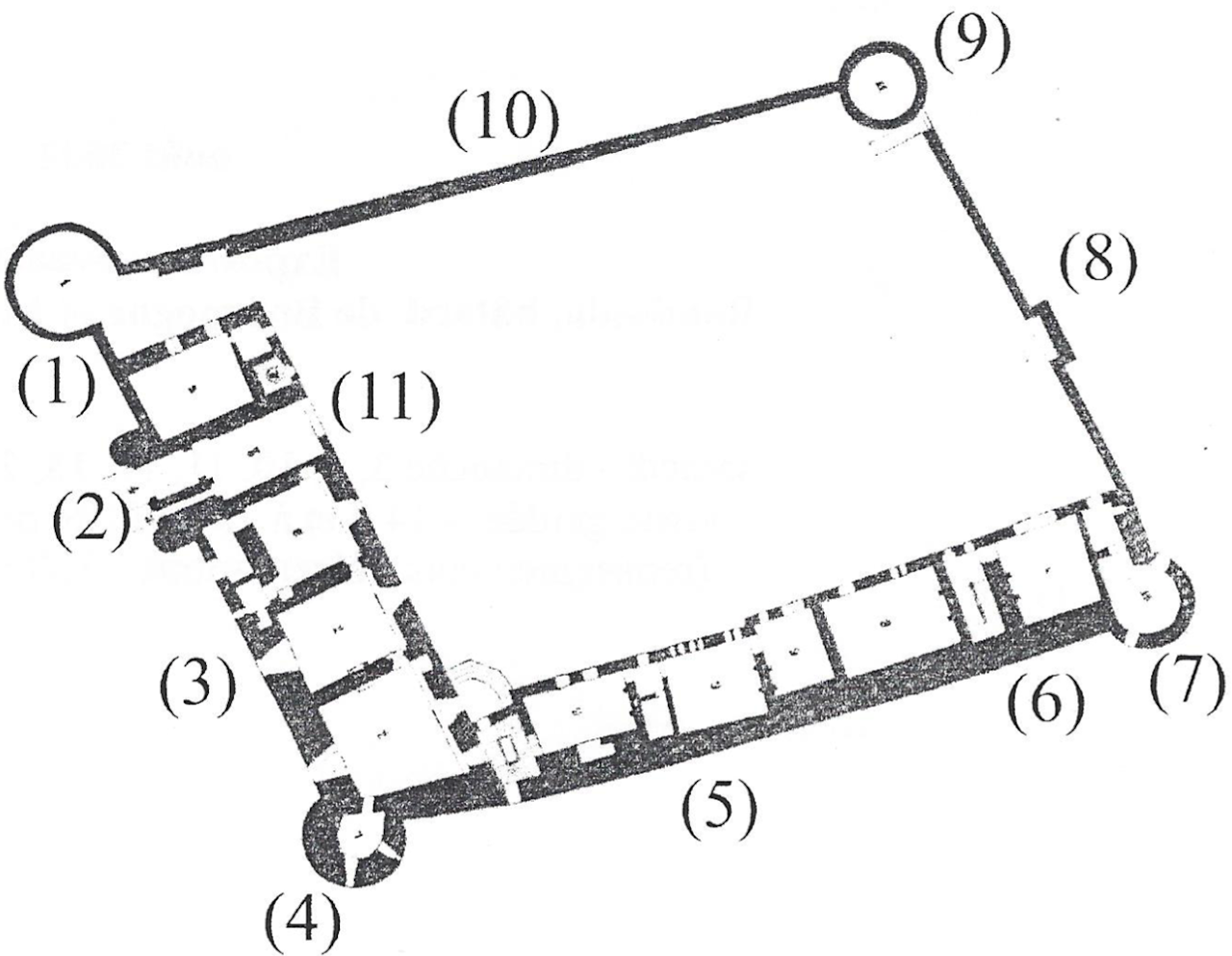

(1) Tour et quartier de Bourgogne: Louis XIV a ordonné la destruction de la tour après son passage à Fallais du 3 au 9 juillet 1675, pendant le siège de Huy.
Elle a été minutieusement reconstruite par van Assche en 1881.
(2) Châtelet d'entrée et pont-levis: Les tourelles, massives jusqu'au premier étage, remontent à environ 1200. Le châtelet semble être d'une époque ultérieure, peut-être après l'incendie de 1332. Notons la présence de deux passages distincts : un passage piétons séparé du pont-levis destiné aux charrois.
(3) Grand logis: Construit vers 1200, restauré en 1881, endommagé par l'incendie de 1937.
(4) Tour Saint-Jean: Autrefois, une chapelle dédiée à Saint-Jean-Baptiste occupait l'étage.
(5) Capitainerie: Le logement des officiers, édifié après le Grand logis, est d'origine ancienne.
(6) Quartier neuf: Sujet à des modifications et restaurations aux alentours de 1500 et 1700.
(7) Tour de la Monnaie: Il est possible que les seigneurs de Fallais aient utilisé ce lieu pour exercer leur droit de frapper de la monnaie.
(8) Courtine est: Louis XIV a ordonné la destruction de cet édifice en 1675.
(9) Tour Grignard: Démolie par Louis XIV en 1675, partiellement reconstruite en 1757 avec des moellons de grès, elle était destinée à fonctionner comme pigeonnier.
(10) Courtine nord: Louis XIV a ordonné la destruction de cet édifice en 1675.
(11) Tête sculptée: Datant d'environ 1500, elle embellissait la clé de l'arc en plein cintre du châtelet d'entrée, du côté de la cour.